# Diócesis de La Crosse
La diócesis de La Crosse (en latín: Dioecesis Crossensis y en inglés: Roman Catholic Diocese of La Crosse) es una circunscripción eclesiástica de la Iglesia católica en Estados Unidos. Se trata de una diócesis latina, sufragánea de la arquidiócesis de Milwaukee. Desde el 11 de junio de 2010 su obispo es William Patrick Callahan, de la Orden de Frailes Menores Conventuales.

## Territorio y organización

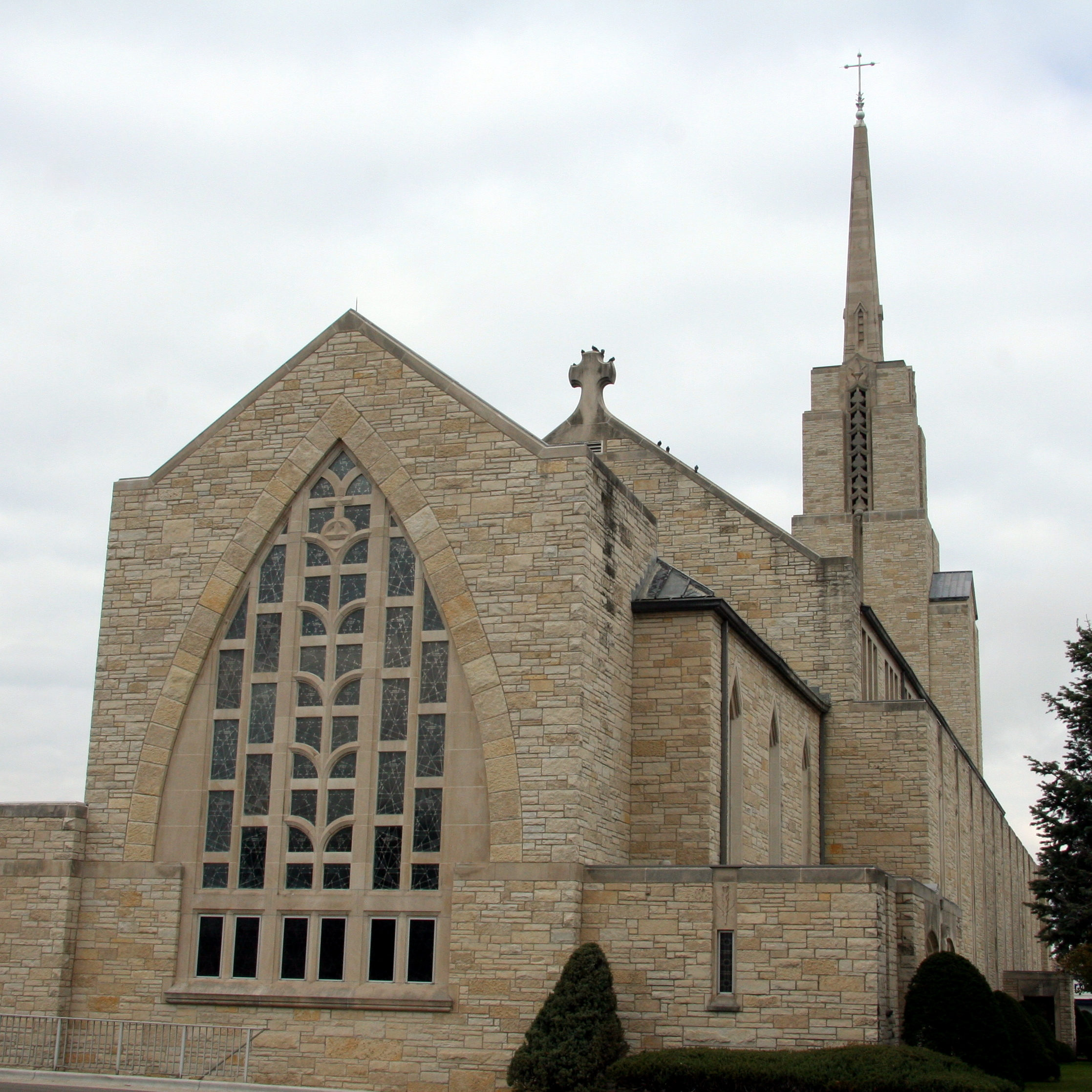
El lado sur de la Catedral de San José Obrero, 530 Main Street, La Crosse, Wisconsin.

La diócesis tiene 39 037 km² y extiende su jurisdicción sobre los fieles católicos de rito latino residentes en 19 condados del estado de Wisconsin: Adams, Buffalo, Chippewa, Clark, Crawford, Dunn, Eau Claire, Jackson, Juneau, La Crosse, Marathon, Monroe, Pepin, Pierce, Portage, Richland, Trempealeau, Vernon y Wood.
La sede de la diócesis se encuentra en la ciudad de La Crosse, en donde se halla la Catedral de San José Obrero y el Santuario de Nuestra Señora de Guadalupe.
En 2021 en la diócesis existían 159 parroquias.

## Historia
La diócesis fue erigida el 3 de marzo de 1868 con la breve Summi apostolatus del papa Pío IX, obteniendo el territorio de la diócesis de Milwaukee (hoy arquidiócesis).
El 12 de febrero de 1875 pasó a formar parte de la provincia eclesiástica de la arquidiócesis de Milwaukee.
El 3 de mayo de 1905 cedió una porción de su territorio para la erección de la diócesis de Superior. 
El 22 de diciembre de 1945 cedió otra porción de su territorio para la erección de la diócesis de Madison mediante la bula Ad animarum bonum del papa Pío XII.

## Estadísticas
Según el Anuario Pontificio 2022 la diócesis tenía a fines de 2021 un total de 163 600 fieles bautizados.
| Año                                                                             | Población            | Población | Población      | Sacerdotes | Sacerdotes    | Sacerdotes    | Bautizados por sacerdote | Diáconos permanentes | Religiosos | Religiosos | Parroquias |
| Año                                                                             | Bautizados católicos | Total     | % de católicos | Total      | Clero secular | Clero regular | Bautizados por sacerdote | Diáconos permanentes | Varones    | Mujeres    | Parroquias |
| ------------------------------------------------------------------------------- | -------------------- | --------- | -------------- | ---------- | ------------- | ------------- | ------------------------ | -------------------- | ---------- | ---------- | ---------- |
| 1950                                                                            | 142 609              | 577 206   | 24.7           | 305        | 240           | 65            | 467                      |                      | 130        | 1350       | 205        |
| 1966                                                                            | 179 509              | 619 441   | 29.0           | 402        | 349           | 53            | 446                      |                      | 174        | 1454       | 201        |
| 1968                                                                            | 185 512              | 576 395   | 32.2           | 354        | 303           | 51            | 524                      |                      | 152        | 1224       | 166        |
| 1976                                                                            | 199 497              | 667 849   | 29.9           | 317        | 287           | 30            | 629                      |                      | 41         | 1042       | 199        |
| 1980                                                                            | 218 754              | 723 000   | 30.3           | 283        | 261           | 22            | 772                      |                      | 44         | 718        | 174        |
| 1990                                                                            | 220 266              | 731 300   | 30.1           | 221        | 200           | 21            | 996                      | 21                   | 30         | 651        | 190        |
| 1999                                                                            | 219 358              | 824 206   | 26.6           | 229        | 197           | 32            | 957                      | 24                   | 6          | 499        | 173        |
| 2000                                                                            | 212 419              | 827 443   | 25.7           | 220        | 194           | 26            | 965                      | 35                   | 33         | 496        | 172        |
| 2001                                                                            | 209 426              | 831 042   | 25.2           | 225        | 197           | 28            | 930                      | 34                   | 34         | 493        | 167        |
| 2002                                                                            | 215 573              | 848 455   | 25.4           | 219        | 194           | 25            | 984                      | 28                   | 25         | 494        | 168        |
| 2003                                                                            | 203 341              | 848 455   | 24.0           | 212        | 190           | 22            | 959                      | 25                   | 25         | 483        | 166        |
| 2004                                                                            | 202 540              | 863 610   | 23.5           | 191        | 190           | 1             | 1060                     | 32                   | 1          | 467        | 165        |
| 2013                                                                            | 214 600              | 932 000   | 23.0           | 180        | 169           | 11            | 1192                     | 60                   | 18         | 344        | 164        |
| 2016                                                                            | 161 147              | 901 157   | 17.9           | 163        | 161           | 2             | 988                      | 57                   | 2          | 307        | 160        |
| 2019                                                                            | 164 410              | 919 800   | 17.9           | 158        | 155           | 3             | 1040                     | 59                   | 3          | 244        | 159        |
| 2021                                                                            | 163 600              | 917 654   | 17.8           | 144        | 144           |               | 1136                     | 61                   |            | 197        | 159        |
| Fuente: Catholic-Hierarchy, que a su vez toma los datos del Anuario Pontificio. |                      |           |                |            |               |               |                          |                      |            |            |            |

## Episcopologio
- Michael Heiss † (3 de marzo de 1868-9 de abril de 1880 nombrado arzobispo coadjutor de Milwaukee[nota 1])
- Kilian Casper Flasch † (14 de junio de 1881-3 de agosto de 1891 falleció)
- James Schwebach † (14 de diciembre de 1891-6 de junio de 1921 falleció)
- Alexander Joseph McGavick † (21 de noviembre de 1921-25 de agosto de 1948 falleció)
- John Patrick Treacy † (25 de agosto de 1948-11 de octubre de 1964 falleció)
- Frederick William Freking † (30 de diciembre de 1964-10 de mayo de 1983 renunció)
- John Joseph Paul † (14 de octubre de 1983-10 de diciembre de 1994 retirado)
- Raymond Leo Burke (10 de diciembre de 1994-2 de diciembre de 2003 nombrado arzobispo de San Luis)
- Jerome Edward Listecki (29 de diciembre de 2004-14 de noviembre de 2009 nombrado arzobispo de Milwaukee)
- William Patrick Callahan, O.F.M.Conv., desde el 11 de junio de 2010